# Venturia dioryctriae
Venturia dioryctriae är en stekelart som beskrevs av Kusigemati 1988. Venturia dioryctriae ingår i släktet Venturia och familjen brokparasitsteklar. Inga underarter finns listade i Catalogue of Life.